# Tragia moammarensis
Tragia moammarensis är en törelväxtart som beskrevs av Henri Ernest Baillon. Tragia moammarensis ingår i släktet Tragia och familjen törelväxter. Inga underarter finns listade i Catalogue of Life.